# Coki Gonzáles
Jorge Andrés Gonzáles Villamar (San Isidro, Lima, 15 de marzo de 1979), más conocido como Coki Gonzáles, es un periodista, exfutbolista y presentador de televisión peruano. 
En el ámbito televisivo, ganó reconocimiento en la conducción de los noticieros deportivos de la televisión peruana. En el ámbito deportivo, jugó en la posición de guardameta y su último equipo fue el Club Deportivo Pacífico FC.

## Biografía

### Primeros años
Nació el 15 de marzo de 1979 en San Isidro, distrito de la provincia de Lima, bajo el nombre completo de Jorge Andrés Gonzáles Villamar. Vivió sus primeros años en el distrito de Barranco hasta  los tres años, cuando se muda a Miraflores, donde ha desarrollado su niñez.
Realizó sus estudios escolares en el Colegio Pedro Ruiz Gallo, donde fue compañero de clases de los exfutbolistas Carlos Orejuela y Piero Alva, según sus declaraciones en su entrevista para el portal Sin Tinta.
Al terminar la secundaria, Gonzáles entró al servicio militar obligatorio en la Escuela Militar de Chorrillos. Al poco tiempo, se dedicó al oficio de trabajador de restaurante de comida rápida.

### Trayectoria
Por recomendación de Alva, se incursiona como futbolista, formándose en la división de menores del club de fútbol Universitario de Deportes. Más tarde, debuta deportivamente en el año 1995, jugando para el equipo Club Centro Naval. Al poco tiempo, se une al Club Deportivo Virgen de Chapi FC, filial del cuadro crema, desempeñándose en la posición de guardameta. A partir de 1998, fue convocado para incorporarse a las filas del Cienciano durante la pretemporada y volver a Universitario por un breve tiempo.
Sin embargo, Gonzáles abandona el fútbol profesional para retomar sus estudios de ciencias de la comunicación en la Universidad de San Martín de Porres y dedicarse al cuidado de su primera hija. Adicionalmente, estudió locución deportiva de la mano del periodista Gustavo Barnechea, apostando así por el periodismo deportivo.
González debuta como periodista en los años 2000 en la emisora Radio Gol, dentro de sus prácticas de su carrera universitaria. Más tarde, firma un contrato exclusivo con la cadena CMD, para incorporarse a la conducción del programa deportivo El alargue junto al fallecido periodista y locutor Daniel Peredo, además de desempeñarse como reportero y comentarista. En el año 2006, fue convocado para ser parte de la presentación del bloque deportivo del noticiero Buenos días, Perú de Panamericana Televisión hasta finales de 2007.
En el año 2008, fue conductor del programa deportivo N deportes para Canal N y a partir de 2010, se incorpora al reparto central del espacio informativo Los titulares en la televisora Frecuencia Latina, al lado de Gustavo Barnechea. Seguidamente, participó como reportero y comentarista de la cadena DirecTV Sports 2.
Durante esa época, se incursiona en la locución radial dentro de la presentación del programa deportivo Blanco y negro para CPN Radio, en dupla con Alan Diez.
Volvió al fútbol peruano en el año 2011, siendo fichado para el Club Deportivo Pacífico FC como tercer arquero, con cuyo equipo se consagró campeón de la Segunda División Peruana 2012, dando así el ascenso al Campeonato Descentralizado 2013, retirándose de manera definitiva del fútbol profesional a la edad de 33 años en el año 2013, para dedicarse especialmente al periodismo deportivo.
En el año 2012, se suma al elenco principal del noticiero TV Perú noticias, incorporándose en la conducción del bloque deportivo TV Perú deportes hasta 2018, compartiendo el rol junto a los periodistas Robert Malca y Rodrigo Morales.
En el año 2018, firma un contrato con la televisora Latina Televisión, para acreditarse en la conducción del bloque deportivo de 90 segundos. Desde el año 2021, es copresentador y reportero del segmento Latina deportes del noticiero Latina noticias en la actualidad.[cita requerida]
Durante su estadía en el canal Latina, fue conductor del espacio deportivo Destino Qatar en 2022, en dupla con Bruno Cavassa, durante el desarrollo de la Copa Mundial de Fútbol de 2022. Adicionalmente, participó brevemente en el reality culinario El gran chef famosos durante el periodo 2023-2024, en el rol de participante de refuerzo de la periodista y abogada Fátima Aguilar y la voleibolista Carla Rueda.

## Créditos

### Televisión
- El alargue (CMD; 2000s), presentador.
- Buenos días, Perú (Panamericana Televisión; 2006-2007), presentador del bloque deportivo.
- N deportes (Canal N; 2008-2009), presentador.
- Los titulares (Frecuencia Latina; 2010-2011), presentador de deportes.
- TV Perú noticias (TV Perú; 2012-2018), presentador y reportero del segmento TV Perú deportes.
- 90 segundos (Latina Televisión; 2018-2021), copresentador y reportero del bloque 90 deportes.
- Latina noticias (Latina Televisión; desde 2021), presentador del bloque Latina deportes.
- Destino Qatar (Latina Televisión; 2022), presentador.
- El gran chef famosos (Latina Televisión; 2023-2024), participante de refuerzo.

### Radio
- Radio Gol (2000s), locutor y presentador.
- Blanco y negro (CPN Radio; 2009-2011), locutor y presentador.